# サレジアン国際学園世田谷中学校・高等学校
サレジアン国際学園世田谷中学校・高等学校（されじあんこくさいがくえんせたがやちゅうがっこう・こうとうがっこう）は、東京都世田谷区大蔵二丁目にある私立中学校・女子高等学校。
かつては高校からの募集をしていたが現在では完全中高一貫教育を施行している。

## 沿革
- 1954年 - 星美学園第二小学校が開校。
- 1956年 - 学校法人目黒星美学園に改組。
- 1960年 - 女子中学校が開校。
- 1963年 - 女子高等学校が開校。
- 2000年 - 50周年記念式典
- 2016年 - 学校法人星美学園と学校法人目黒星美学園が合併。
- 2023年 - 中学校を男女共学化。共学化に伴い、サレジアン国際学園世田谷中学校・高等学校に改称。

## 部活動
| 文化部 - 英語 - 写真(廃) - 文芸 - 生物 - 美術 - 化学 - 書道 - 演劇 - 合唱 - 家庭 - 管弦楽 - アニメーション同好会 - Eスポーツ - 軽音楽 | 運動部 - バスケットボール - バレーボール - ソフトボール(廃) - テニス - 卓球 - ダンス - サッカー |

## 主な出身者
- 中井美穂（フリーアナウンサー・元フジテレビアナウンサー）
- えまおゆう（絵麻緒ゆう）（女優、元宝塚歌劇団雪組トップスター）
- 堀田ゆい夏（タレント）
- 木屋響子（シンガーソングライター）
- 元谷百合奈（女優・政治家）
- 美貴恵三子（デザイン思考コンサルタント）
- 森本千絵（アートディレクター）
- 山本麻里安（声優）→芸能活動のため品川女子学院高等部へ転校

## 交通アクセス
出典 : 
電車
- 小田急線祖師ヶ谷大蔵駅より徒歩20分（1.7km）

バス
| 乗車駅       | 系統       | 下車停留所                          | 運行事業者 |
| ------------ | ---------- | ----------------------------------- | ---------- |
| 二子玉川駅   | 玉31       | 「サレジアン国際学園世田谷」        | ■東急      |
| 成城学園前駅 | 渋24       | 「成育医療研究センター前」、徒歩3分 | ■東急      |
| 用賀駅       | 用06・等12 | 「成育医療研究センター前」、徒歩3分 | ■東急      |
| 田園調布駅   | 園01       | 「三本杉」、徒歩10分                | ■東急      |
| 渋谷駅       | 渋26       | 「NHK技術研究所」、徒歩3分          | ■小田急    |